# Lycaena arota
Lycaena arota is een vlinder uit de familie van de Lycaenidae. De wetenschappelijke naam van de soort is voor het eerst geldig gepubliceerd in 1852 door Jean Baptiste Boisduval. De vlinder komt voor in Californië, Nevada en Colorado in het westen van Noord-Amerika.

## Ondersoorten
- Lycaena arota arota
- Lycaena arota nubila (Comstock, 1926)
- Lycaena arota schellbachi Tilden, 1955
- Lycaena arota virginiensis (Edwards, 1870)